# Emil Angelov
Emil Angelov (Емил Ангелов en búlgaro) (17 de julio de 1980) es un futbolista búlgaro de ascendencia turca, se desempeña como segundo delantero y actualmente juega en el PFC Haskovo de Bulgaria.

## Clubes
| Club                 | País     | Año         | Partidos(Goles) |
| -------------------- | -------- | ----------- | --------------- |
| FC Svilengrad        | Bulgaria | 1999 - 2001 | 28(12)          |
| Chernomorets Burgas  | Bulgaria | 2001 - 2003 | 55(18)          |
| Levski Sofia         | Bulgaria | 2004 - 2007 | 79(29)          |
| Litex Lovech         | Bulgaria | 2008        | 26(4)           |
| Denizlispor          | Turquía  | 2009 - 2010 | 43(11)          |
| Karabükspor          | Turquía  | 2010 - 2011 | 21(2)           |
| Anorthosis Famagusta | Chipre   | 2010 - 2011 | 0(0)            |
| Beroe Stara Zagora   | Bulgaria | 2011 - 2012 | 21(6)           |
| Konyaspor            | Turquía  | 2012        | 1(0)            |
| Beroe Stara Zagora   | Bulgaria | 2013        | 3(0)            |
| PFC Haskovo          | Bulgaria | 2013        |                 |